# Pachyta felix
Pachyta felix är en skalbaggsart som beskrevs av Holzschuh 2007. Pachyta felix ingår i släktet Pachyta och familjen långhorningar. Inga underarter finns listade i Catalogue of Life.